# Muntanya de la Rovira
La Muntanya de la Rovira és una serra situada al municipi de Bonastre a la comarca del Baix Penedès, amb una elevació màxima de 302 metres.